# Latiet

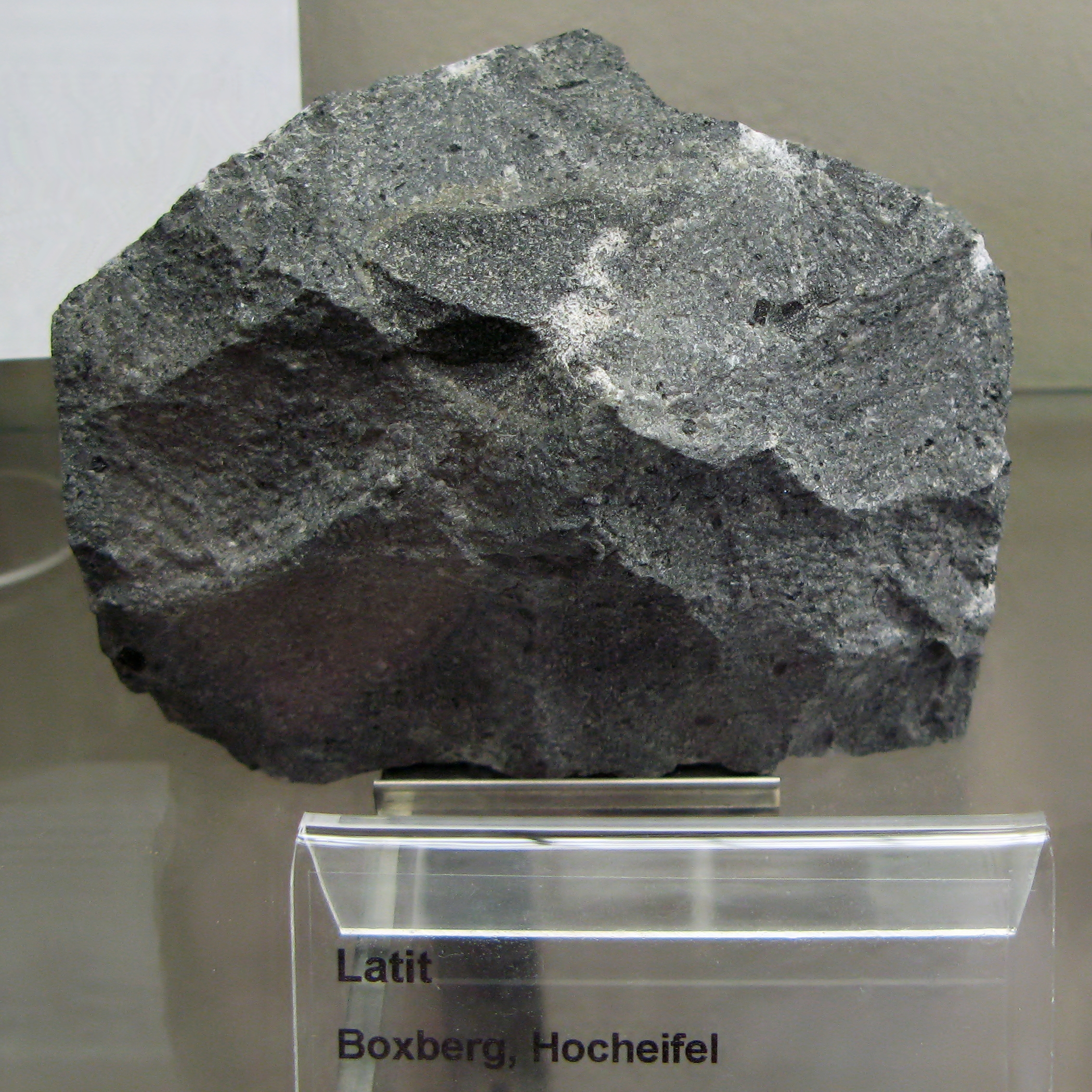
Latiet

Latiet is een intermediair (noch uitgesproken felsisch, noch mafisch) uitvloeiingsgesteente dat bestaat uit ongeveer gelijke hoeveelheden natrium-houdend plagioklaas en orthoklaas-veldspaat.

## Eigenschappen
Naast de veldspaten bevat het stollingsgesteente latiet ook hoornblende en biotiet. Kwarts is nagenoeg afwezig, met meer dan 10% kwarts wordt een latiet een kwarts-latiet genoemd. Volgens het QAPF-diagram bevindt latiet zich tussen trachiet (rijker aan kaliveldspaat) en andesiet (rijker aan calcium-houdend plagioklaas en mafische mineralen). De dieptegesteente-variant van latiet is monzoniet.